# Завьялов, Василий Васильевич (физиолог)
Василий Васильевич Завьялов (15.06.1873, с. Нововасильевское, Костромская губерния, Россия — 24.02.1930, София, Болгария) — русский учёный в области физиологии и физиологической химии, педагог.

## Биография
Родился в семье крестьянина. В 1891 году окончил с золотой медалью Костромскую гимназию и поступил на медицинский факультет Московского университета. В 1895 году перешёл на медицинский факультет Дерптского университета, где в 1896 году получил диплом лекаря.
Ещё студентом Завьялов по решению правления университета исполнял обязанности ассистента по физиологии. С 1899 года Завьялов — приват-доцент по физиологии и физиологической химии.
В 1901 году был избран приват-доцентом Новороссийского университета в Одессе, а в 1903 — профессором физиологии. Одновременно в 1915—1919 годах руководил кафедрой физиологии Одесских высших женских курсов.
Автор ряда учебников для высшей школы и для средних учебных заведений. Перевёл на русский язык несколько учебников и учебных руководств по физиологии и физиологической химии, изданных за рубежом (профессоров Е.Гедона, Ж. Лёба, Э. Абдергальдена и др.).
В начале 1920 года Завьялов покинул Одессу, эмигрировал в Болгарию. Стал первым заведующим кафедрой физиологии и физиологической химии Софийского университета, которую возглавлял до конца своей жизни.
Скончался в 1930 году. Был похоронен на Центральном софийском кладбище, надгробие не сохранилось.

## Сочинения
- «Физиология человека» (8 изданий, 1906—1922).
- «Учебник анатомии и физиологии человека» (1907—1916).
- «Начальный курс гигиены» (в соавторстве с П. Диатроптовым; 2 издания, 1910—1915).
- «Элементарный учебник анатомии, физиологии и гигиены» (3 издания, 1912—1918).
- «Популярные лекции по физиологической химии» (1901).
- «Физиологические методы лечения» (1903).
- «Уход за больным» (1903).
- «Краткий курс физиологии человека» (1916—1922).
- «Физиологична химия» (София, 1924).
- «Ръководство за практически упражнения по физиологична химия» (София, 1925).